# Finlands arkitektbyråers förbund
Finlands arkitektbyråers förbund (finska: Arkkitehtitoimistojen liitto ATL) är en finländsk intresseorganisation för arkitektbyråer
Förundet, som har sitt säte i Helsingfors, grundades 1988 med syfte att främja och övervaka yrkes-, verksamhets-, arbetsavtals- och övriga frågor inom byggbranschen, som berör fristående, i Finland verkande arkitektbyråer. Antalet medlemsbyråer är drygt 240. Förbundet övervakar även arkitektbyråernas etiska verksamhet och ställer bland annat kravet att ledaren för en medlemsbyrå bör ha minst sju års planeringserfarenhet. Det samarbetar intimt med Finlands arkitektförbund och är medlem i Finlands konsultbyråers förbund.